# Volkszählung in Brasilien 1970
Die Volkszählung in Brasilien 1970 (port.: Censo demográfico do Brasil de 1970, VIII Recenseamento Geral do Brasil) war die achte Volkszählung in der Geschichte Brasiliens und wurde vom brasilianischen Institut für Geographie und Statistik (Instituto Brasileiro de Geografia e Estatística – IBGE), der offiziellen Behörde für nationale Statistiken, durchgeführt.
Sie ergab, dass die Wohnbevölkerung Brasiliens 93.139.037 Personen betrug, was einem Anstieg von 31,2 % gegenüber den 70.992.343 Personen entspricht, die bei der Volkszählung zehn Jahre zuvor gezählt wurden. Einer der Besonderheiten dieser Volkszählung war die Zunahme von Armut und sozialer Ungleichheit im Land im Vergleich zur vorherigen Volkszählung.
Die Volkszählung von 1970 war die vierte in dieser Reihe, die über einen Zeitraum von zehn Jahren stattfand und ebenfalls vom IBGE durchgeführt wurde. Ihr Stichtag war der Zeitraum zwischen dem Abend des 31. August 1970 und dem Morgen des 1. September. Die Stichprobe dieser Zählung betrug 25 %, was dem Prozentsatz der vorangegangenen Zählung entspricht.
Die Volkszählung gab nicht nur Aufschluss über die nationale Bevölkerung, sondern auch über die Bevölkerung der 22 Bundesstaaten, 4 Territorien und 1 Bundesdistrikt, die zu diesem Zeitpunkt existierten.

## Vorbereitung
Die ersten Studien zur Durchführung der Volkszählung von 1970 begannen drei Jahre zuvor, im Jahr 1967, als eine experimentelle Erhebung geplant war, um die Erhebungsinstrumente in Contagem, Minas Gerais, zu testen, aber der Mangel an finanziellen Mitteln zur Durchführung der Erhebung führte zu ihrer Absage.

## Realisierung

### Gesetzliche Bestimmungen
Die Volkszählung von 1970 wurde gemäß dem Gesetzesdekret Nr. 369 vom 19. Dezember 1968 durchgeführt, das durch das Dekret Nr. 64.520 vom 15. Mai 1969 sowie das Dekret Nr. 65.697 vom 12. November 1969, das die Bestimmungen des vorherigen Dekrets teilweise abänderte, geregelt wurde.

### Methoden und Instrumente
Auf der Grundlage der zehn Jahre zuvor durchgeführten Volkszählung wurden bei der Volkszählung 1970 dieselben grundlegenden Richtlinien verwendet, die von internationalen Organisationen für die Volkszählung in Amerika empfohlen wurden, sowie dieselben Erhebungsmethoden und -instrumente, wie das Stichprobenbulletin (Boletim da Amostra), das Nicht-Stichprobenbulletin (Boletim da Não-amostra), die Liste der Kollektivhaushalte (Lista de Domicílios Coletivos), das Heft des Volkszählungsbeauftragten (Caderneta do Recenseador) und die Erhebungsbögen (Folhas de Coleta).

### Kontext
Die Volkszählung 1970 untersuchte die Merkmale der Menschen und ihre Situation und Lage in den Haushalten, das Geschlecht, das Alter, die Religion, die Nationalität, den Geburtsort, die interne Migration und andere Aspekte. Gezählt wurden alle am Stichtag in Brasilien lebenden Personen, einschließlich derjenigen, die vorübergehend nicht im Lande waren, sowie die in FUNAI-Posten, religiösen Missionen oder anderen Gebieten lebende indigene Bevölkerung. Nicht in die Zählung einbezogen wurden isolierte Völker, die ihre primitiven Lebensgewohnheiten beibehielten, sowie Angehörige diplomatischer oder militärischer Vertretungen aus Ländern, mit denen Brasilien zu diesem Zeitpunkt freundschaftliche Beziehungen unterhielt, sowie Besatzungsmitglieder und Passagiere ausländischer Schiffe, die sich zum Zeitpunkt der Zählung in nationalen Häfen aufhielten.

## Bevölkerung nach Bundesstaaten
Bei der Aufschlüsselung der Bevölkerung nach Untergebieten (subdivisões) zeigte sich, dass der Bundesstaat São Paulo mit 17.958.693 Einwohnern weiterhin der bevölkerungsreichste des Landes ist, während das Território de Fernando de Noronha mit nur 1.313 Einwohnern das bevölkerungsärmste ist.
| Rang | Bundesstaaten                     | Bevölkerung (1960) | Bevölkerung (1970) | Wachstum in % |
| ---- | --------------------------------- | ------------------ | ------------------ | ------------- |
| 1    | São Paulo                         | 12.974.699         | 17.958.693         | 38,4          |
| 2    | Minas Gerais                      | 9.960.040          | 11.645.095         | 16,9          |
| 3    | Bahia                             | 5.990.605          | 7.583.140          | 56,9          |
| 4    | Rio de Janeiro                    | 1 367 482          | 4 794 548          | 250,6         |
| 5    | Guanabara                         | 3 307 163          | 4 315 746          | 30,5          |
| 6    | Paraná                            | 4.296.375          | 6.997.682          | 62,9          |
| 7    | Rio Grande do Sul                 | 5.448.823          | 6.755.458          | 24,0          |
| 8    | Pernambuco                        | 4.138.289          | 5.253.901          | 27,0          |
| 9    | Ceará                             | 3.337.856          | 4.491.590          | 34,6          |
| 10   | Maranhão                          | 2.492.139          | 3.037.135          | 21,9          |
| 11   | Goiás                             | 1 994 862          | 2 997 570          | 50,3          |
| 12   | Santa Catarina                    | 2.146.909          | 2.930.411          | 36,5          |
| 13   | Paraíba                           | 2.018.023          | 2.445.419          | 21,2          |
| 14   | Pará                              | 1.550.935          | 2.197.072          | 41,7          |
| 15   | Piauí                             | 1.263.368          | 1.734.894          | 37,3          |
| 16   | Mato Grosso                       | 910.262            | 1.623.618          | 78,4          |
| 17   | Espírito Santo                    | 1.418.348          | 1.617.857          | 14,1          |
| 18   | Rio Grande do Norte               | 1.157.258          | 1.611.606          | 39,3          |
| 19   | Alagoas                           | 1.271.062          | 1.606.174          | 26,4          |
| 20   | Amazonas                          | 721.215            | 960.934            | 33,2          |
| 21   | Sergipe                           | 760.273            | 911.251            | 19,9          |
| 22   | Distrito Federal                  | 141.742            | 546.015            | 285,2         |
| 23   | Acre                              | 160.208            | 218.006            | 36,1          |
| 24   | Território de Rondônia            | 70.783             | 116.620            | 64,8          |
| 25   | Território do Amapá               | 68.889             | 116.480            | 69,1          |
| 26   | Território de Roraima             | 29.489             | 41.638             | 41,2          |
| 27   | Território de Fernando de Noronha | 1.300              | 1.313              | 1,1           |

## Bevölkerung nach Regionen
| Rang      | Große Regionen      | Bevölkerung (1960) | Bevölkerung (1970) | Wachstum in % |
| --------- | ------------------- | ------------------ | ------------------ | ------------- |
| 1         | Região Sudeste      | 31.062.978         | 40.331.969         | 29,8          |
| 2         | Região Nordeste     | 22.428.873         | 28.675.110         | 27,8          |
| 3         | Região Sul          | 11.892.107         | 16.683.551         | 40,3          |
| 4         | Região Centro-Oeste | 2.678.380          | 4.629.640          | 54,0          |
| 5         | Região Norte        | 2.930.005          | 4.188.313          | 61,0          |
| Insgesamt | Brasilien           | 70.992.343         | 94.508.583         |               |